# 2,2-二甲基丁烷
2,2-二甲基丁烷（英語：2,2-Dimethylbutane）有时也称为新己烷（英語：neohexane）是己烷的同分异构体之一，分子式C6H14，结构简式(H3C-)3-C-CH2-CH3，带有丁烷（C4）的骨架结构，可通过2,3-二甲基丁烷在酸催化下加氢异构化合成。